# Astrothrombus rigens
Astrothrombus rigens is een slangster uit de familie Gorgonocephalidae.
De wetenschappelijke naam van de soort werd in 1910 gepubliceerd door René Koehler.